# Peter Rieser
Peter Rieser (* 5. Juli 1950 in Obdach) ist ein österreichischer Politiker (ÖVP) und Landwirt. Rieser war von 1996 bis 1998 Mitglied des Bundesrates und von 1998 bis 2012 Abgeordneter zum Steiermärkischen Landtag.

## Ausbildung und Beruf
Rieser besuchte zwischen 1956 und 1964 die Volks- und Hauptschule und danach zwischen 1964 und 1966 eine landwirtschaftliche Berufsschule. Zudem absolvierte er von 1966 bis 1969 eine landwirtschaftliche Fachschule und leistete im Anschluss ab 1969 den Präsenzdienst ab. Rieser gehörte von 1969 bis 1977 dem Bundesheer an und absolvierte im Rahmen dieser Tätigkeit die Heeresunteroffiziersausbildung, die Heereswirtschaftsschule und legte zudem Verwaltungsdienstprüfungen ab. Er war danach von 1977 bis 1981 als Sekretär im ÖAAB tätig und arbeitete zwischen 1981 und 1988 in der Versicherungswirtschaft. 1989 übernahm er die Landesgeschäftsführung des Österreichischen Schwarzen Kreuzes Steiermark. Von 1994 bis 2012 war Rieser Präsident des Steirischen Kameradschaftsbundes.

## Politik
Rieser begann seine politische Laufbahn zwischen 1975 und 1996 als Gemeinderat von Amering und hatte zwischen 1980 und 1982 das Amt des Vizebürgermeisters inne. Er war danach von 1982 bis 1996 Bürgermeister von Amering und vertrat die ÖVP Steiermark vom 23. Jänner 1996 bis zum 21. September 1998 im Bundesrat. Vom 22. September 1998 bis zum 24. April 2012 war Rieser Abgeordneter zum Steiermärkischen Landtag, wobei er zuletzt die Funktion des Wehrsprechers im ÖVP-Landtagsklub innehatte. Sein Nachfolger im Landtag, den Rieser auf eigenen Wunsch verließ, ist Hermann Hartleb.
Innerparteilich hatte Rieser zwischen 1975 und 1984 die Rolle des Bezirksobmanns der Jungen Volkspartei Judenburg inne und war von 1980 bis 1983 Landesobmann-Stellvertreter der Jungen ÖVP Steiermark. Zudem ist er seit 1982 Ortsparteiobmann der ÖVP Amering und seit 1995 Bezirksparteiobmann der ÖVP Judenburg. 
Die politischen Schwerpunkte Riesers sind nach eigenen Angaben der ländliche Raum und eine Verfassungs-, Verwaltungs- und Wahlrechtsreform.